# Perro de ataque
Un perro de ataque es un perro de cualquier raza, entrenado y utilizado para atacar objetivos específicos, al dar la orden o al tenerlo a la vista. Los perros de ataque han sido utilizados a lo largo de la historia y actualmente son empleados principalmente en actividades policiales y militares. Igualmente, se les utiliza en peleas de perros ilícitas.

## Historia

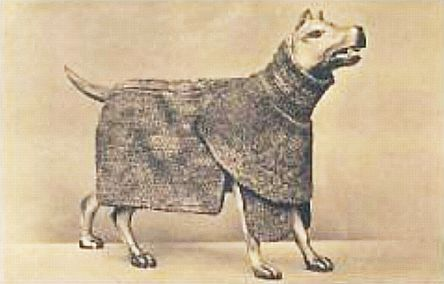
Armadura de malla del para un perro de batalla, exhibida sobre una estatua en la armería del castillo de Wartburg, en Turingia; fotografía de hacia 1900.

A inicios de la documentación histórica, se menciona el uso de perros bien entrenados con el propósito de atacar a determinados objetivos. Una de las mejores descripciones data de la guerra entre los Griegos y los Corintios, en que los perros eran utilizados como vigilantes de la fortaleza, siendo quienes alertaban a los soldados que descansaban, sobre un posible ataque enemigo. Asimismo los antiguos romanos adoptaron el uso de perros como arma después de que jaurías de estos, retrasaran su victoria en la Batalla de Versella. No únicamente entrenaban a los perros, sino que realizaban cruzas de diferentes razas, para aumentar su ferocidad. Esto fue documentado por el naturalista y escritor romano, Plinio el viejo, quien escribió que estos animales no retrocedían inclusive al ser confrontados con espada en mano. Igualmente, los perros de ataque romanos, eran ataviados con armaduras metálicas de puntas y ángulos afilados, diseñadas para romper la formación de las tropas enemigas.